# Tettamanti Béla (tanár)
Tettamanti Béla (Budapest, 1884. szeptember 30. – Szeged, 1959. június 28.) magyar filozófus, pedagógus, pszichológus és egyetemi tanár.
Filozófiát Alexander Bernáttól, pszichológiát Pauer Imrétől, pedagógiát Fináczy Ernőtől tanult. Filozófiai-pedagógiai gondolkodására többek között Wilhelm Dilthey, Schneller István, Imre Sándor volt még legnagyobb hatással.

## Életpályája
Budapesten kisiparos család harmadik gyermekeként látta meg a napvilágot. Édesapja kosárkötő mester volt, mesterségének elismeréseképpen a Vakok Országos Intézete növendékeinek tanította mesterségét. Nagyapja, Tettamanti Albin európai látókörű művelt férfiú volt, aki házasságkötése révén Madzsar Béla, Hábori Janka családjával került rokoni kapcsolatba. A család ezen ágának leszármazottai, Madzsar József, Madzsar Imre, Jászi Oszkár, Jászi Aliz nagy hatást gyakoroltak Tettamanti Béla polgári radikális gondolkodásának kialakulására, olvasta lapjukat, a Huszadik Századot.
A szülők harmadik gyermeküket már nem akarták továbbtaníttatni, szerették volna, ha a családi üzletet viszi tovább, így a polgári iskola elvégzése után a budapesti VI. kerületi kereskedelmi iskolába íratták be, ahol 1902-ben érettségi vizsgát tett. Törley József pezsgőgyárának budafoki üzemében lett tisztviselő, munkahelyén az üzletben is jól kamatozó kiváló kapcsolatteremtő képességei miatt igen kedvelték, de ő erős elhivatottságot érzett arra, hogy tanuljon tovább legalább magánúton. 1904-ben gimnáziumi érettségi vizsgát tett a budapesti I. kerületi főgimnáziumban.
Felsőfokú tanulmányokat a budapesti egyetemen folytatott, okleveles magyar-német szakos középiskolai tanár lett 1910-ben.  A makói főgimnáziumban tanított 1912-től 1927-ig. Közben az első világháborúban keserves tapasztalatokat szerzett a hadra fogottak feletteseinek, azaz tisztjeinek léha, felelőtlen életmódja kapcsán, úgy érzékelte, hogy mindenki csak a bőrét menti. Sokan igyekeztek helytállni,  Tettamanti is, szabad idejében pedig képezte magát, szellemileg igyekezett a felszínen maradni. Helytállásáért többször is kitüntették, 1915-ben Kis Ezüst Vitézségi Érmet kapott 90 korona jutalommal. A 90 koronát a makói gimnáziumnak adományozta, hogy abból olyan tehetséges gyermekeknek adjanak ösztöndíjat, akik elvesztették édesapjukat a háborúban. A VII. honvédezredből szerelt le hadnagyként 1918 október 31-én 44 havi frontszolgálat után. Visszament a gimnáziumba tanítani, csak a szakmájának élt. 1925–1926-ban tanulmányúton volt a bécsi Collegium Hungaricumban. Egyetemi doktori értekezését Kármán Mór neveléselméletéről írta, 1928-ban védte meg a szegedi Ferenc József Tudományegyetem Pedagógiai Intézetében, ugyanitt Imre Sándor szegedi működése idején egyetemi magántanárrá habilitálták 1932-ben A neveléstudomány története tárgykörben.
Magántanárságáról 1942. július 28-án mondott le. Imre Sándor hívására ment Budapestre, 1942-1944-ig az Országos Közoktatási Tanács előadója volt, közben a Műegyetemen is tartott órákat. Magyarország német megszállása (1944. március 19.) után azonnal kérte nyugdíjazását. Károly fiával és menyével Miskolc mellé költözött, ugyanis Tettamanti tevékenyen részt vállalt a Márciusi Front munkájában, s a Sztójay kormány hatalomra jutása után bujkálnia kellett. 1945 szeptemberében már szerette volna reaktiválni magát, a Műegyetem pedagógiai katedrájára pályázott, amely Imre Sándor halála miatt éppen megüresedett, de azt nem vele, hanem Várkonyi Hildebrand Dezsővel töltötték be.
1945 augusztusában felvételét kérte a Magyar Kommunista Pártba. Budapesten a II. kerületben megszervezte a dolgozók iskoláját és ott tanított. 1947-től a kolozsvári Bolyai Tudományegyetemen oktatott, pedagógiai és pszichológiai előadásokat tartott és gyakorlatokat vezetett. Tekintettel magas korára, nem tartottak tovább igényt szolgálataira. Hazajött Magyarországra, s 1949-től a szegedi egyetemen a Neveléstudományi- és Lélektani Intézet nyilvános rendes tanszékvezető tanárává nevezték ki, 1950–1952-ig ő töltötte be a Bölcsészettudományi Kar dékánja tisztet is. Tudományos fokozatát illetően a Magyarországon bevezetésre került szovjet tudományos szisztéma szerint 1952-ben nyert kandidátusi fokozatot munkássága elismeréseképpen. Az 1950-es évek második felében szorgalmasan dolgozott nagydoktori disszertációján, de hirtelen bekövetkezett halála miatt annak megvédésére már nem kerülhetett sor.
Életének utolsó évtizedében Szegeden lakott. 1959-ben még éppen állásban, munkában volt, de a Művelődési Minisztérium illetékesei már nyugdíjazását szorgalmazták közeledő 75. születésnapja alkalmából, a minisztériumnak Ágoston György személyében már volt jelöltje Tettamanti helyére. Tettamanti még egy év alkotói szabadságot szeretett volna kapni, de nem adták meg neki. Ezután nem sokkal balesetben meghalt.  A szegedi Belvárosi temetőben helyezték örök nyugalomra.

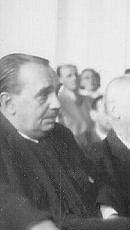
Tettamanti Béla, SZTE, aula, 1952.

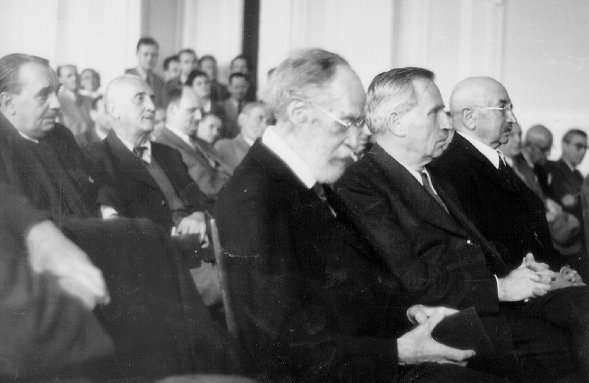
Tettamanti Béla (balról), Polner Ödön, Kiss Árpád, Mészöly Gedeon (jobbról, első sor), SZTE, aula, 1952

## Munkássága
Nagy műveltség, mélységes szakmaszeretet, s az új megismerésének egészséges kíváncsisága hajtotta mind a tudományban, mind a napi pedagógiai gyakorlatban. Nehezen talált magának helyet a világháborúkkal és forradalmakkal terhes 20. századi Magyarország első félévszázadában, de végül mindig meglett az ő helye, s ahol tanított, mindenütt tiszteletet és szeretetet váltott ki. Számos pedagógus vallotta magát büszkén Tettamanti tanítványának. József Attila útját is egyengette Makón és Bécsben.

     Ki itt ha is csak félig üdvözül,

     Mert nagy a bűne: Idecsöppent

     A jövendő emberek közül,

     Akik láttatván is, látnak:

     Tettamanti Bélának szeretettel.

  József Attila, 1924.

Pukánszky Béla és Gácser József 1989-es és 1992-es köteteikkel sokat tettek azért, hogy egy hiteles portrét rajzoljanak meg Tettamanti Béla szakmai életútjáról.

## Művei (válogatás)
- A közösség gondolata Kármán Mór neveléselméletében. Egyetemi doktori értekezés. Szeged, 1928. 107 o.
- Egyetemi nevelés. Imre Sándor tanulmánya, Studium. In Nyugat, 1931/8. sz.
- A személyiség elve és a neveléstudomány. A Cselekvés Iskolája, Szeged, I. és II. évf. (1932/33. évi 1933/34. tanév)
- A személyiség nevelésének magyar elmélete. Schneller István rendszere. Szeged, 1932. 139 o.
- A neveléstudomány két újabb magyar rendszere. (Mitrovics Gyula és Veszely Ödön rendező szempontjai). Szeged, 1936. 8 o.
- Dilthey pedagógiai rendszere. Szeged, 1936. 12 o. (Klny. a Szellem és Életből.) [Székfoglaló előadása a Magyar Pedagógiai Társaságban.
- Móra Ferenc tanítása. Szeged, 1936. 19 o.
- Neveléstudományi elvek és neveléselmélet – Szellem és élet, 2. évfolyam (1937), 2. szám 5–15. o. – A hozzáférés ideje: 2012. április 26. 14:00
- A szókincs szerepe a nyelvtanításban. Szeged, 1943. 40 o.
- A nevelésről. Szemelvénygyűjtemény Marx, Engels, Lenin, Sztálin műveiből. Budapest, 1955
- Művelődés- és nevelésügy az ókori görög városállamok virágzásának és válságának korában. Szeged, 1956. 40 o.
- Vita Comenius világnézetéről és ismeretelméleti állásfoglalásáról. (Geréb Györggyel) Szeged, 1957. 27 o.

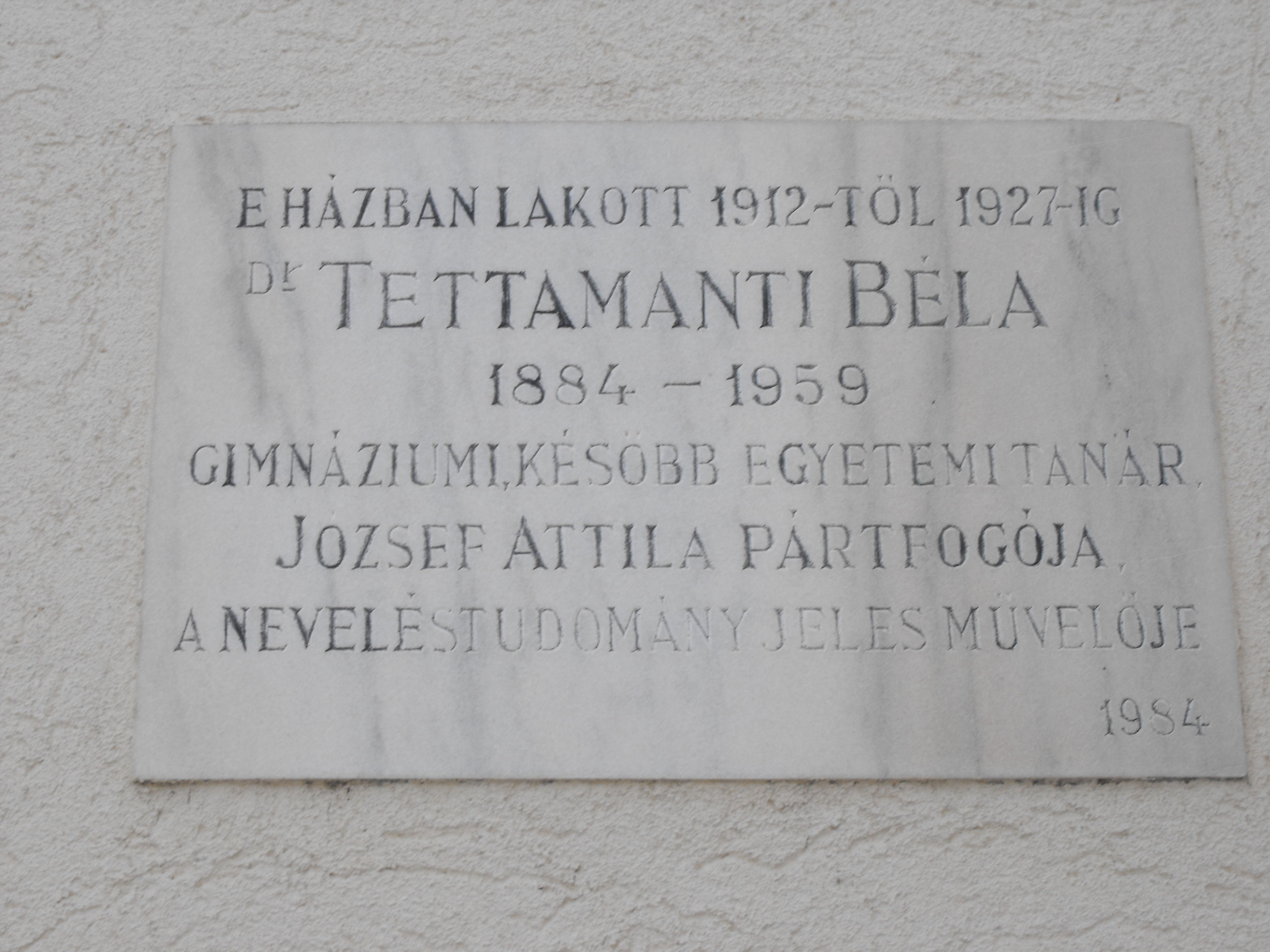
Emléktábla Makón (1984)

## Emlékezete
A makói főgimnáziumban eltöltött éveinek emlékezetére makói házának falán emléktáblát helyeztek el születésének 100. évfordulója alkalmából, 1984-ben.

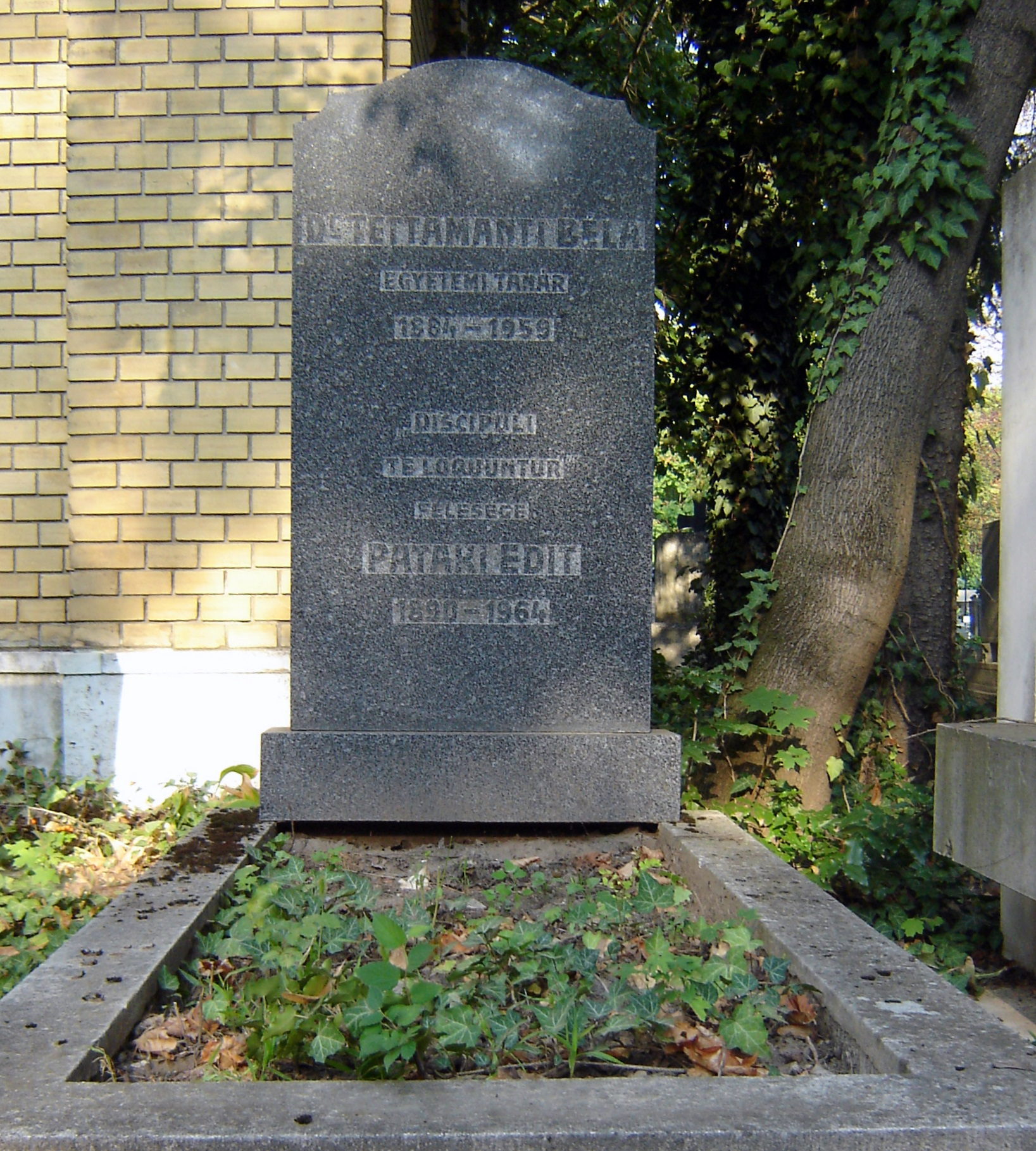
Tettamanti Béla nyughelye a szegedi Belvárosi temetőben

## Tudományos tisztség
- MTA Pedagógiai Bizottság (elnök, 1957–1959)
- Nevelésügyi Szemle[8] alapítója és szerkesztője (1937–1942)
- Acta Universitatis Szegediensis de Attila József nominatae. Sect.  Paedagogica et Psychologica (Tom I. 1956–) (szerk. 1956–1958)

## Társasági tagság
- Magyar Pedagógiai Társaság
- Dugonics Társaság (igazgatósági tag)

## Díjak (válogatás)
- Felsőoktatás kiváló dolgozója (1953)
- Munka Érdemrend (1955)